# Rochinia daiyuae
Rochinia daiyuae is een krabbensoort uit de familie van de Epialtidae. De wetenschappelijke naam van de soort is voor het eerst geldig gepubliceerd in 2005 door Takeda & Komatsu.